# Veneno (sèrie de televisió)
Veneno (oficialment Veneno: Vida y Muerte de un Icono) és una sèrie de televisió biogràfica espanyola de 2020 creada per Javier Ambrossi i Javier Calvo per a Atresmedia. La sèrie, que explica la vida i mort de la cantant i personalitat televisiva espanyola transgènere Cristina Ortiz Rodríguez, més coneguda pel renom «La Veneno», està basada en la biografia ¡Digo! Ni puta ni santa. Las memorias de La Veneno, escrita per Valeria Vegas.
Estava previst estrenar-la tota el 29 de març de 2020 a la plataforma de subscripció Atresplayer Premium però a causa de la pandèmia per coronavirus de 2019–2020 la producció i postproducció no es van poder completar. Només un dels vuit episodis es va poder estrenar aquell dia. El segon episodi es va emetre el 28 de juny de 2020. El tercer episodi s'estrenà el 20 de setembre de 2020 i els restants, un cada setmana.
El juliol de 2020, HBO Max en va adquirir els drets d'emissió pels Estats Units i l'Amèrica Llatina.
La revista Variety la va considerar una de les quinze millors sèries de televisió internacionals de 2020.

## Sinopsi
Veneno se centra en la vida i mort d'una de les icones LGTBI més importants i estimats a Espanya, coneguda com a La Veneno (Cristina Ortiz). Malgrat ser coneguda pel seu carisma i personalitat divertida, la seva vida i mort romanen un enigma. La història explica les experiències d'una dona transexual amb problemes, que va aconseguir la fama amb aparicions televisives als anys 90 i va conquerir l'audiència amb una visió única del món. Al llarg de la seva vida, la història LGTBI a Espanya s'explica dels 1960 a l'actualitat.
La sèrie segueix la història de Valeria Vegas, una estudiant de periodisme que mai no ha entès perquè la gent li deia per un nom que no era el seu, la mateixa cosa que li passava a Cristina, aleshores malanomenada Joselito, que ha de sobreviure a una infantesa cruel i violenta a l'Espanya dels 60. Dues dones nascudes en èpoques molt diferents però que van acabar unides per sempre quan Valeria decideix escriure un llibre sobre la vida de la icònica Cristina, La Veneno. La sèrie també parla de la importància dels mitjans de comunicació de masses, com poden popularitzar i marginalitzar en només un segon.

## Repartiment
- Jedet com a La Veneno (en la seva època de transició)
- Daniela Santiago com a La Veneno (en la seva època televisiva)
- Isabel Torres com a La Veneno (en els seus últims anys)
- Lola Rodríguez com a Valeria Vegas
- Paca «La Piraña» com a ella mateixa
- Ester Expósito com a Machús Osinaga
- Mariona Terés com a Amparo
- Desirée Rodríguez com a Paca «La Piraña» (de petita)
- Israel Elejalde com a Pepe Navarro
- Jordi Vilches com a Pablo
- Lola Dueñas com a Faela Sainz
- Goya Toledo com a mare de Valeria Vegas
- Elvira Mínguez com a professora de Valeria Vegas
- Sophia Lamar com a Cristina Onassis
- Marcos Sotkovszki com a José Antonio «Joselito» Ortiz Rodríguez (d'adolescent)
- Guille Márquez com a José Antonio «Joselito» Ortiz Rodríguez (de nen)

## Episodis
| Núm. | Títol                                  | Direcció                       | Data d'emissió original |
| ---- | -------------------------------------- | ------------------------------ | ----------------------- |
| 1    | «La noche que cruzamos el Mississippi» | Javier Ambrossi i Javier Calvo | 29 de març de 2020      |
| 2    | «Un viaje en el tiempo»                | Javier Ambrossi i Javier Calvo | 28 de juny de 2020      |
| 3    | «Acaríciame»                           | Mikel Rueda                    | 20 de setembre de 2020  |
| 4    | «La maldición de las Onassis»          | Álex Rodrigo                   | 27 de setembre de 2020  |
| 5    | «Cristina a través del espejo»         | Javier Ambrossi i Javier Calvo | 4 d'octubre de 2020     |
| 6    | «Una de las nuestras»                  | Javier Ambrossi i Javier Calvo | 11 d'octubre de 2020    |
| 7    | «Fue más o menos así»                  | Mikel Rueda                    | 18 d'octubre de 2020    |
| 8    | «Los tres entierros de Cristina Ortiz» | Javier Ambrossi i Javier Calvo | 25 d'octubre de 2020    |